# Conclave (romanzo Robert Harris)
Conclave è un romanzo del 2016 dello scrittore britannico Robert Harris. Il libro è ambientato nel contesto della morte di un papa e del successivo conclave per eleggere il suo successore.
Un film basato sul libro, con Ralph Fiennes, diretto da Edward Berger e scritto da Peter Straughan, è stato distribuito nelle sale cinematografiche degli Stati Uniti da Focus Features il 25 ottobre 2024.

## Trama
Jacopo Lomeli viene convocato a Casa Santa Marta, dove il Papa è morto nel sonno per un infarto. La morte non è sospetta, poiché il defunto pontefice aveva una storia di problemi cardiaci e una revisione del suo programma del giorno precedente non indica nulla di insolito, solo un incontro con il camerlengo Joseph Tremblay seguito da una cena con l'arcivescovo Janusz Woźniak, prefetto della Casa Pontificia. In qualità di decano del collegio cardinalizio, la responsabilità di supervisionare il prossimo conclave papale ricade su Lomeli.
Dopo il funerale del Papa, quattro cardinali emergono come i principali candidati al soglio pontificio: Aldo Bellini dall'Italia, Segretario di Stato del defunto Papa e candidato sostenuto dall'ala liberale della Chiesa; Joseph Tremblay dal Canada, camerlengo e arcivescovo emerito del Quebec; Joshua Adeyemi dalla Nigeria, cardinale penitenziere maggiore; Goffredo Tedesco dall'Italia, reazionario patriarca di Venezia. Poco prima che i 118 cardinali vengano sequestrati per la durata del conclave, Woźniak rivela a Lomeli e afferma che il defunto Papa gli aveva rivelato durante la loro ultima cena di aver chiesto le dimissioni di Tremblay, ma non aveva spiegato perché ciò fosse necessario, avendo affermato che il motivo sarebbe stato presto reso evidente. Lomeli è colto di sorpresa da questa notizia, poiché non c'era traccia del licenziamento di Tremblay. Il decano invia monsignor Raymond O'Malley, suo assistente, da monsignor Morales, segretario particolare del defunto Papa e presunto testimone del licenziamento di Tremblay, per ottenere una conferma della storia di Woźniak. Morales nega che l'incidente sia avvenuto, ma inavvertitamente rivela l'esistenza di un "rapporto" legato a Tremblay.
Durante la messa che precede il primo scrutinio del conclave, Lomeli improvvisa un'omelia in cui invita i cardinali a eleggere un Papa umanamente imperfetto. Sebbene si aspettasse che fosse controversa, rimane frustrato quando scopre che alcuni cardinali hanno interpretano l'omelia come un suo tentativo di conquistare il papato. Nel primo scrutinio, nessuno ottiene la maggioranza dei due terzi (79 su 118 voti) necessaria per vincere le elezioni; Tedesco ottiene 22 voti, Adeyemi 19, Bellini 18 e Tremblay 16, consolidandoli come i principali contendenti. Lomeli ottiene 5 voti mentre Vincent Benítez, filippino e arcivescovo di Baghdad che il defunto Papa aveva nominato cardinale in pectore prina di morire, riceve sorprendentemente un voto, nonostante non fosse noto agli altri cardinali fino al suo arrivo inaspettato a Roma per il conclave. Lomeli, sostenitore di Bellini, è costernato dal numero di voti ricevuti e si incolpa per la prestazione più debole del previsto di Bellini. Quella notte, Lomeli rimane scioccato nel vedere una suora senza accompagnatore uscire dalla stanza di Adeyemi, ma esita ad andare a discuterne con lui.
Nelle due votazioni successive, Adeyemi guadagna slancio e prende un netto vantaggio di 57 voti, mentre le prospettive di Bellini evaporano. A pranzo tuttavia si verifica una scenata tra Adeyemi e una suora nigeriana, Shanumi Iwaro. Lomeli chiede la confessione della suora e scopre che trent'anni prima, quando lei era una giovane postulante e Adeyemi era un prete del villaggio, i due avevano avuto una relazione illecita dalla quale era nato un bambino, che era stato dato in adozione; l'incidente del pranzo era dovuto al fatto che Shanumi si era arrabbiata per il rifiuto di Adeyemi di riconoscerla. Sebbene Lomeli sia tenuto a non divulgare i dettagli per via del segreto della confessione, l'incidente del pranzo accende le speculazioni su un possibile scandalo sessuale; di conseguenza il sostegno nei confronti di Adeyemi crolla al quarto e al quinto scrutinio.
I principali contendenti sono ridotti a due al quinto scrutinio: Tremblay con 40 voti e Tedesco con 38. Bellini decide con riluttanza di sostenere Tremblay per impedire a Tedesco di diventare Papa, date le posizioni tradizionaliste di quest'ultimo. Lomeli indaga sul trasferimento improvviso di suor Shanumi a Roma dalla Nigeria con l'aiuto di suor Agnes e scopre che la richiesta di trasferimento proveniva da Tremblay. Accusa Tremblay di aver tramato per ricattare Adeyemi e gli chiede di ritirare la sua candidatura, ma il camerlengo rifiuta le accuse e afferma in modo poco convincente di aver fatto la richiesta per conto del defunto Papa. Dopo il tramonto, Lomeli rompe i sigilli degli alloggi del defunto pontefice per cercare prove a sostegno della sua accusa e trova quattro scomparti nascosti nella struttura del letto, contenenti i registri finanziari dell'intera Curia, nonché il "rapporto" riguardante Tremblay, che svela come il camerlengo abbia commesso simonia versando denaro a diversi cardinali nel corso dell'ultimo anno al fine di garantirsi i loro voti.
Alla colazione il terzo giorno del conclave, Lomeli distribuisce copie del rapporto su Tremblay, con i nomi dei destinatari delle tangenti censurati, agli altri cardinali. Questo, unito alla rivelazione di suor Agnes che Tremblay ha richiesto il trasferimento di suor Shanumi, distrugge la sua candidatura e capovolge di nuovo il conclave. Nella sesta votazione, Tedesco giunge in testa con 45 voti, con Lomeli secondo e Benítez terzo. Mentre inizia la settima votazione, un'esplosione scuote la Cappella Sistina, ma poiché nessuno è ferito e solo le finestre sono state rotte, il processo continua. Lomeli viene catapultato allo stato di favorito con 52 voti, seguito da Tedesco e Benítez. I cardinali vanno a pranzo e il decano viene informato che l'esplosione faceva parte di una serie di attacchi terroristici coordinati contro istituzioni cattoliche in tutta Europa, portati a termine da estremisti musulmani. Alla luce di queste fosche notizie e dei discorsi contrastanti di Tedesco e Benítez, con il primo che esorta alla ritorsione e il secondo che si oppone alla violenza, i cardinali concordano di saltare il pasto e di procedere immediatamente all'ottavo scrutinio.
L'ottavo scrutinio vede Benítez eletto papa con 92 voti, soddisfacendo il requisito della maggioranza dei due terzi. Benítez acconsente all'onore e sceglie il nome Innocenzo XIV. Poco prima che il risultato del conclave venga rivelato pubblicamente, O'Malley porta all'attenzione di Lomeli che Benítez aveva prenotato e poi abbandonato un appuntamento presso una clinica di riassegnazione di genere a Ginevra all'inizio di quell'anno. Lomeli chiede privatamente a Benítez una spiegazione e il nuovo pontefice gli rivela di essere nato intersessuale e cresciuto come un maschio dai suoi genitori. Per la maggior parte della sua vita non era affatto consapevole che le sue caratteristiche fisiche fossero in alcun modo diverse da quelle degli altri maschi. Fu solo dopo essere stato ferito in un attentato in Iraq che fu esaminato da un medico per la prima volta nella sua vita e informato delle sue condizioni. Benítez aveva cercato di dimettersi dal suo incarico per sottoporsi a un intervento di riassegnazione di genere, ma il defunto Papa rifiutò le sue dimissioni e lo creò cardinale in pectore con piena consapevolezza della sua condizione. Benítez alla fine rifiutò l'operazione e riprese i suoi doveri. Lomeli, pur sapendo che le condizioni di Benítez saranno inevitabilmente scoperte da un futuro esame medico o alla sua morte, decide per il momento di tenerle segrete, confidando che la volontà di Dio abbia guidato l'esito del conclave.

## Personaggi
- Cardinale Jacopo Baldassare Lomeli—decano del collegio cardinalizio e cardinale vescovo di Ostia. La responsabilità di supervisionare il conclave papale ricade su Lomeli. Negli ultimi mesi, Lomeli ha vissuto una crisi di fede e il suo desiderio di dimettersi ha creato una frattura con il defunto papa, che ha insistito affinché rimanesse. Si considera indegno del suo ruolo di decano e sostiene il suo amico Bellini, ma è intenzionato a guidare il conclave nel modo più neutrale possibile.
- Il defunto papa—Il papa senza nome la cui morte spinge al conclave. È descritto come un riformista che ha evitato gran parte dell'ostentazione e della pompa magna del suo ufficio. Le sue riforme e le sue posizioni liberali lo hanno reso popolare tra il pubblico, ma hanno provocato risentimento da parte di molti all'interno dei ranghi più alti della Santa Sede. Nel corso dei suoi ultimi mesi, si è concentrato avidamente sullo sradicamento della corruzione nella Chiesa.

Pur riconoscendo somiglianze con papa Francesco, Harris ha negato nella prefazione al romanzo che il papa immaginario fosse basato su di lui. Il romanzo non menziona Francesco, ma menziona Giovanni Paolo II e le dimissioni di Benedetto XVI.
- Cardinale Aldo Bellini—segretario di Stato, ed ex arcivescovo di Milano. Considerato un intellettuale e il successore ideologico del defunto papa. È il candidato prescelto dall'ala liberale della Chiesa, e il favorito iniziale per vincere le elezioni.
- Cardinale Joseph Tremblay—camerlengo, prefetto della Congregazione per l'Evangelizzazione dei Popoli e arcivescovo emerito del Quebec. Candidato ambizioso, esperto di media e con tendenze vagamente liberali. È influente tra i cardinali dei paesi in via di sviluppo e del Nord America.
- Cardinale Joshua Adeyemi—cardinale penitenziere maggiore, ed ex arcivescovo di Lagos. Candidato tradizionalista sostenuto dagli altri cardinali africani, è carismatico e la stampa ne ha parlato come di un percorso fattibile per diventare il primo papa nero, nonostante la sua opposizione militante all'omosessualità.
- Cardinale Goffredo Tedesco—patriarca di Venezia. Un tradizionalista convinto e il più importante critico del defunto papa. Politicamente astuto e sostenuto dall'ala conservatrice della Chiesa, è considerato un candidato improbabile il cui obiettivo primario è accumulare almeno 40 voti per impedire a qualsiasi candidato liberale di raggiungere la necessaria maggioranza dei due terzi.
- Cardinale Vincent Benítez—arcivescovo di Baghdad. Filippino. Il suo arrivo al conclave è una sorpresa, poiché è stato creato cardinale in pectore dal defunto papa nei mesi precedenti alla sua morte. Ha una reputazione leggendaria per aver fondato rifugi per donne e bambini abusati nelle Filippine e nella Repubblica Democratica del Congo prima che il defunto papa lo nominasse all'arcidiocesi vacante in Iraq.
- Arcivescovo Janusz Woźniak—prefetto della Casa Pontificia. Un polacco. Noto come amico intimo del defunto papa. Poco prima dell'inizio del conclave, fa una sorprendente affermazione a Lomeli su Tremblay.
- Arcivescovo Wilhelm Mandorff—maestro delle celebrazioni liturgiche papali. Un tedesco. Uno degli assistenti di Lomeli.
- Monsignor Raymond O'Malley—segretario del collegio cardinalizio. Un irlandese. Uno degli assistenti di Lomeli.
- Suor Agnes—suora francese delle Figlie della carità di San Vincenzo de' Paoli. È incaricata di gestire la Casa Santa Marta durante il conclave.
- Suor Shanumi Iwaro—suora nigeriana delle Figlie della carità. Poco prima della morte del papa, fu trasferita bruscamente dalla Nigeria a Roma, nonostante non avesse mai chiesto un trasferimento e non conoscesse l'italiano.

## Composizione
Harris dice che è stato ispirato a scrivere un romanzo sulla politica papale mentre guardava la copertura del conclave del 2013. A quel tempo, stava lavorando alla sua trilogia di Cicero, una serie di romanzi ambientati durante la Repubblica romana, e gli elettori papali gli ricordarono il Senato romano. Consultò il cardinale Cormac Murphy-O'Connor come parte della sua ricerca per il libro. In seguito diede a Murphy-O'Connor una copia del romanzo e, con sua sorpresa, Murphy-O'Connor inviò una lettera elogiandone l'accuratezza.

## Sfondo
Il libro descrive in modo autentico il conclave, presieduto dal cardinale decano. Vengono descritti lo svolgimento delle elezioni e l'isolamento dei cardinali. Il libro affronta anche il tema degli attacchi ricorrenti alle chiese da parte dei terroristi islamici. Un esempio europeo più recente è l'attentato di Saint-Étienne-du-Rouvray.
La risoluzione finale è paragonabile alla leggenda della papessa Giovanna. Si basa sulla figura di Papa Giovanni VIII, accusato di avere caratteristiche eccessivamente femminili.

## Narrazione
Il romanzo è narrato dal punto di vista di un narratore maschio, il cardinale decano Jacopo Lomeli. Ci sono brevi flashback nel passato del protagonista. Dopo i primi capitoli, c'è un salto temporale all'inizio del conclave.

## Film
Nel 2023 sono stati annunciati i piani per un film con il regista Edward Berger e Ralph Fiennes nel ruolo principale. La sceneggiatura è stata scritta da Peter Straughan e segue la trama del libro. In seguito furono confermati come attori anche John Lithgow, Stanley Tucci e Isabella Rossellini. L'adattamento cinematografico è uscito nel 2024.

## Ricezione
Philipp Gessler elogia Harris per la sua capacità di trasformare la lotta nel conclave, utilizzando sia mezzi legali che illegali, in una grande parabola sulla tentazione del potere. Lukas Jenkner ritiene che la storia abbia un inizio lento, ma poi cattura il lettore verso il finale sorprendente.